# Lista över medaljörer vid olympiska sommarspelen 2008
Detta är en lista över medaljörer i olympiska sommarspelen 2008. OS 2008 hölls i Peking 8 augusti till 24 augusti 2008. Det finns även en lista över den nationella medaljfördelning vid olympiska sommarspelen 2008.

## Badminton
Se även Badminton vid olympiska sommarspelen 2008.
Singel herrar
| Medalj | Person        | Land     |
| ------ | ------------- | -------- |
| Guld   | Lin Dan       | Kina     |
| Silver | Lee Chong Wei | Malaysia |
| Brons  | Chen Jin      | Kina     |

Singel damer
| Medalj | Person                 | Land       |
| ------ | ---------------------- | ---------- |
| Guld   | Zhang Ning             | Kina       |
| Silver | Xie Xingfang           | Kina       |
| Brons  | Maria Kristin Yulianti | Indonesien |

Dubbel herrar
| Medalj | Person                       | Land       |
| ------ | ---------------------------- | ---------- |
| Guld   | Markis Kido, Hendra Setiawan | Indonesien |
| Silver | Fu Haifeng, Cai Yun          | Kina       |
| Brons  | Lee Jae-jin, Hwang Ji-man    | Sydkorea   |

Dubbel damer
| Medalj | Person                      | Land     |
| ------ | --------------------------- | -------- |
| Guld   | Du Jing, Yu Yang            | Kina     |
| Silver | Lee Kyung-won, Lee Hyo-jung | Sydkorea |
| Brons  | Zhang Yawen, Wei Yili       | Kina     |

Dubbel mixed
| Medalj | Person                        | Land       |
| ------ | ----------------------------- | ---------- |
| Guld   | Lee Yong-dae, Lee Hyo-jung    | Sydkorea   |
| Silver | Nova Widianto, Lilyana Natsir | Indonesien |
| Brons  | He Hanbin, Yu Yang            | Kina       |

## Baseboll
Se även Baseboll vid olympiska sommarspelen 2008.
Herrar
| Medalj | Land     |
| ------ | -------- |
| Guld   | Sydkorea |
| Silver | Kuba     |
| Brons  | USA      |

## Basket
Se även Basket vid olympiska sommarspelen 2008.
Basket damer
| Medalj | Land       |
| ------ | ---------- |
| Guld   | USA        |
| Silver | Australien |
| Brons  | Ryssland   |

Basket herrar
| Medalj | Land      |
| ------ | --------- |
| Guld   | USA       |
| Silver | Spanien   |
| Brons  | Argentina |

## Bordtennis
Se även Bordtennis vid olympiska sommarspelen 2008.
| Gren       | Guld               | Silver         | Brons            |
| Herrsingel | Ma Lin, Kina       | Wang Hao, Kina | Wang Liqin, Kina |
| Damsingel  | Zhang Yining, Kina | Wang Nan, Kina | Guo Yue, Kina    |
| Herrlag    | Kina               | Tyskland       | Sydkorea         |
| Damlag     | Kina               | Singapore      | Sydkorea         |

## Boxning
Se även Boxning vid olympiska sommarspelen 2008.
Lätt flugvikt
| Medalj | Person                  | Land      |
| ------ | ----------------------- | --------- |
| Guld   | Zou Shiming             | Kina      |
| Silver | Pürevdordzjijn Serdamba | Mongoliet |
| Brons  | Paddy Barnes            | Irland    |
| Brons  | Yampier Hernández       | Kuba      |

Flugvikt
| Medalj | Person            | Land     |
| ------ | ----------------- | -------- |
| Guld   | Somjit Jongjohor  | Thailand |
| Silver | Andry Laffita     | Kuba     |
| Brons  | Georgij Balaksjin | Ryssland |
| Brons  | Vincenzo Picardi  | Italien  |

Bantamvikt
| Medalj | Person                | Land      |
| ------ | --------------------- | --------- |
| Guld   | Enchbatyn Badar-Uugan | Mongoliet |
| Silver | Yankiel León          | Kuba      |
| Brons  | Bruno Julie           | Mauritius |
| Brons  | Veaceslav Gojan       | Moldavien |

Fjädervikt
| Medalj | Person           | Land         |
| ------ | ---------------- | ------------ |
| Guld   | Vasyl Lomatjenko | Ukraina      |
| Silver | Khedafi Djelkhir | Frankrike    |
| Brons  | Yakup Kılıç      | Turkiet      |
| Brons  | Shahin Imranov   | Azerbajdzjan |

Lättvikt
| Medalj | Person              | Land      |
| ------ | ------------------- | --------- |
| Guld   | Aleksej Tisjtjenko  | Ryssland  |
| Silver | Daouda Sow          | Frankrike |
| Brons  | Hratjik Dzjavachjan | Armenien  |
| Brons  | Yordenis Ugás       | Kuba      |

Lättwelter
| Medalj | Person            | Land                    |
| ------ | ----------------- | ----------------------- |
| Guld   | Manuel Félix Díaz | Dominikanska republiken |
| Silver | Manus Boonjumnong | Thailand                |
| Brons  | Roniel Iglesias   | Kuba                    |
| Brons  | Alexis Vastine    | Frankrike               |

Weltervikt
| Medalj | Person                 | Land      |
| ------ | ---------------------- | --------- |
| Guld   | Baqut Särsekbajev      | Kazakstan |
| Silver | Carlos Banteaux Suárez | Kuba      |
| Brons  | Hanati Silamu          | Kina      |
| Brons  | Kim Jung-Joo           | Sydkorea  |

Mellanvikt
| Medalj | Person            | Land           |
| ------ | ----------------- | -------------- |
| Guld   | James DeGale      | Storbritannien |
| Silver | Emilio Correa     | Kuba           |
| Brons  | Darren Sutherland | Irland         |
| Brons  | Vijender Kumar    | Indien         |

Lättungvikt
| Medalj | Person                | Land           |
| ------ | --------------------- | -------------- |
| Guld   | Zhang Xiaoping        | Kina           |
| Silver | Kenneth Egan          | Irland         |
| Brons  | Tony Jeffries         | Storbritannien |
| Brons  | Jerkebulan Sjynalijev | Kazakstan      |

Tungvikt
| Medalj | Person            | Land     |
| ------ | ----------------- | -------- |
| Guld   | Rachim Tjachkijev | Ryssland |
| Silver | Clemente Russo    | Italien  |
| Brons  | Osmay Acosta      | Kuba     |
| Brons  | Deontay Wilder    | USA      |

Supertungvikt
| Medalj | Person             | Land           |
| ------ | ------------------ | -------------- |
| Guld   | Roberto Cammarelle | Italien        |
| Silver | Zhang Zhilei       | Kina           |
| Brons  | Vjatjeslav Glazkov | Ukraina        |
| Brons  | David Price        | Storbritannien |

## Brottning
Se även Brottning vid olympiska sommarspelen 2008.

### Fristil
Damer
| Viktklass              | Guld                | Silver                     | Brons                       |
| Flugvikt Detaljer...   | Carol Huynh Kanada  | Chiharu Ichō Japan         | Marija Stadnik Azerbajdzjan |
| Flugvikt Detaljer...   | Carol Huynh Kanada  | Chiharu Ichō Japan         | Iryna Merleni Ukraina       |
| Lättvikt Detaljer...   | Saori Yoshida Japan | Xu Li Kina                 | Tonya Verbeek Kanada        |
| Lättvikt Detaljer...   | Saori Yoshida Japan | Xu Li Kina                 | Jackeline Rentería Colombia |
| Mellanvikt Detaljer... | Kaori Icho Japan    | Aljona Kartasjova Ryssland | Jelena Sjalygina Kazakstan  |
| Mellanvikt Detaljer... | Kaori Icho Japan    | Aljona Kartasjova Ryssland | Randi Miller USA            |
| Tungvikt Detaljer...   | Wang Jiao Kina      | Stanka Zlateva Bulgarien   | Kyoko Hamaguchi Japan       |
| Tungvikt Detaljer...   | Wang Jiao Kina      | Stanka Zlateva Bulgarien   | Agnieszka Wieszczek Polen   |

Herrar
| Viktklass                 | Guld                          | Silver                         | Brons                          |
| Bantamvikt Detaljer...    | Henry Cejudo USA              | Tomohiro Matsunaga Japan       | Besik Kuduchov Ryssland        |
| Bantamvikt Detaljer...    | Henry Cejudo USA              | Tomohiro Matsunaga Japan       | Radoslav Velikov Bulgarien     |
| Fjädervikt Detaljer...    | Mavlet Batirov Ryssland       | Kenichi Yumoto Japan           | Morad Mohammadi Iran           |
| Fjädervikt Detaljer...    | Mavlet Batirov Ryssland       | Kenichi Yumoto Japan           | Bazar Bazargurujev Kirgizistan |
| Lättvikt Detaljer...      | Ramazan Şahin Turkiet         | Andrij Stadnik Ukraina         | Sushil Kumar Indien            |
| Lättvikt Detaljer...      | Ramazan Şahin Turkiet         | Andrij Stadnik Ukraina         | ' Otar Tusjisjvili Georgien    |
| Weltervikt Detaljer...    | Buvajsar Sajtijev Ryssland    | Murad Gajdarov Belarus         | Gheorghiță Ștefan Rumänien     |
| Weltervikt Detaljer...    | Buvajsar Sajtijev Ryssland    | Murad Gajdarov Belarus         | Kiril Terziev Bulgarien        |
| Mellanvikt Detaljer...    | Revazi Mindorasjvili Georgien | Jusup Abdusalomov Tadzjikistan | Taras Danko Ukraina            |
| Mellanvikt Detaljer...    | Revazi Mindorasjvili Georgien | Jusup Abdusalomov Tadzjikistan | Georgij Ketojev Ryssland       |
| Tungvikt Detaljer...      | Sjirvani Muradov Ryssland     | Giorgi Gogsjelidze Georgien    | Michel Batista Martínez Kuba   |
| Tungvikt Detaljer...      | Sjirvani Muradov Ryssland     | Giorgi Gogsjelidze Georgien    | Xetaq Qazyumov Azerbajdzjan    |
| Supertungvikt Detaljer... | Bachtijar Achmedov Ryssland   | David Musuľbes Slovakien       | Disney Rodríguez Kuba          |
| Supertungvikt Detaljer... | Bachtijar Achmedov Ryssland   | David Musuľbes Slovakien       | Marid Mutalimov Kazakstan      |

### Grekisk-romersk
| Viktklass                 | Guld                         | Silver                         | Brons                          |
| Bantamvikt Detaljer...    | Nazir Mankijev Ryssland      | Rovsjan Bajramov Azerbajdzjan  | Roman Amojan Armenien          |
| Bantamvikt Detaljer...    | Nazir Mankijev Ryssland      | Rovsjan Bajramov Azerbajdzjan  | Park Eun-chul Sydkorea         |
| Fjädervikt Detaljer...    | Islambek Albijev Ryssland    | Nurbakyt Tengizbajev Kazakstan | Sheng Jiang Kina               |
| Fjädervikt Detaljer...    | Islambek Albijev Ryssland    | Nurbakyt Tengizbajev Kazakstan | Ruslan Tiumenbajev Kirgizistan |
| Lättvikt Detaljer...      | Steeve Guénot Frankrike      | Kanatbek Begalijev Kirgizistan | Michail Siamjonau Belarus      |
| Lättvikt Detaljer...      | Steeve Guénot Frankrike      | Kanatbek Begalijev Kirgizistan | Armen Vardanjan Ukraina        |
| Weltervikt Detaljer...    | Manutjar Kvirkvelia Georgien | Chang Yongxiang Kina           | Christophe Guenot Frankrike    |
| Weltervikt Detaljer...    | Manutjar Kvirkvelia Georgien | Chang Yongxiang Kina           | Javor Janakiev Bulgarien       |
| Mellanvikt Detaljer...    | Andrea Minguzzi Italien      | Zoltán Fodor Ungern            | Nazmi Avluca Turkiet           |
| Mellanvikt Detaljer...    | Andrea Minguzzi Italien      | Zoltán Fodor Ungern            | Ara Abrahamian Sverige         |
| Tungvikt Detaljer...      | Aslanbek Chusjtov Ryssland   | Mirko Englich Tyskland         | Marek Švec Tjeckien            |
| Tungvikt Detaljer...      | Aslanbek Chusjtov Ryssland   | Mirko Englich Tyskland         | Adam Wheeler USA               |
| Supertungvikt Detaljer... | Mijaín López Kuba            | Mindaugas Mizgaitis Litauen    | Yannick Szczepaniak Frankrike  |
| Supertungvikt Detaljer... | Mijaín López Kuba            | Mindaugas Mizgaitis Litauen    | Jurij Patrikejev Armenien      |

Noteringar
1. ↑  Vasyl Fedorysjyn från Ukraina tog ursprungligen silvermedaljen men diskvalificerades i april 2017 efter att ha testats positivt för turinabol då proverna testats om.[3]
2. ↑  Soslan Tigijev från Uzbekistan tog silvermedaljen men diskvalificerades 2016 efter att ha testats positivt för turinabol.[4]
3. ↑  Tajmuraz Tigijev från Kazakstan tog ursprungligen silvret men diskvalificerades 2016 efter att ha testats positivt för turinabol.[4]
4. ↑  Artur Tajmazov från Uzbekistan tog ursprungligen guldmedaljen men diskvalificerades i april 2017 efter att ha testats positivt för turinabol och stanozolol då proverna testats om.[3]
5. ↑  Vitali Rəhimov från Azerbajdzjan tog ursprungligen silvret men diskvalificerades 2016 efter att ha testats positivt för turinabol.[6]
6. ↑  Ara Abrahamian lade bronsmedaljen på brottningsmattan och lämnade prisutdelningen i protest mot domarskandalen i semifinalen, som han förlorade. Efter semifinalen lämnade Ara in en protest mot domaren Jean-Marc Petoud som inte togs emot av FILA. I ett möte den 16 augusti beslutade IOK att ta ifrån honom bronsmedaljen, efter att han hade "brutit mot den olympiska andan".[7]
7. ↑  Aset Mambetov från Kazakstan tog ursprungligen en bronsmedalj men diskvalificerades 2016 då hans omprover testats positivt för stanozolol.[6]
8. ↑  Chasan Barojev från Ryssland tog ursprungligen silvermedaljen men diskvalificerades 2016 efter att ha testats positivt för turinabol.[6]

Denna tabell: visa • redigera

## Bågskytte
Se även Bågskytte vid olympiska sommarspelen 2008.
Singel herrar
| Medalj | Person        | Land     |
| ------ | ------------- | -------- |
| Guld   | Viktor Ruban  | Ukraina  |
| Silver | Park Kyung-Mo | Sydkorea |
| Brons  | Bair Badjonov | Ryssland |

Singel damer
| Medalj | Person         | Land     |
| ------ | -------------- | -------- |
| Guld   | Zhang Juanjuan | Kina     |
| Silver | Park Sung-Hyun | Sydkorea |
| Brons  | Yun Ok-Hee     | Sydkorea |

Lag herrar
| Medalj | Land     |
| ------ | -------- |
| Guld   | Sydkorea |
| Silver | Italien  |
| Brons  | Kina     |

Lag damer
| Medalj | Land      |
| ------ | --------- |
| Guld   | Sydkorea  |
| Silver | Kina      |
| Brons  | Frankrike |

## Cykelsport
Se även Cykling vid olympiska sommarspelen 2008.

### Landsvägscykling
Linjelopp herrar
| Medalj | Person            | Land    |
| ------ | ----------------- | ------- |
| Guld   | Samuel Sánchez    | Spanien |
| Silver | Davide Rebellin   | Italien |
| Brons  | Fabian Cancellara | Schweiz |

Linjelopp damer
| Medalj | Person          | Land           |
| ------ | --------------- | -------------- |
| Guld   | Nicole Cooke    | Storbritannien |
| Silver | Emma Johansson  | Sverige        |
| Brons  | Tatiana Guderzo | Italien        |

Tempolopp herrar
| Medalj | Person            | Land    |
| ------ | ----------------- | ------- |
| Guld   | Fabian Cancellara | Schweiz |
| Silver | Gustav Larsson    | Sverige |
| Brons  | Levi Leipheimer   | USA     |

Tempolopp damer
| Medalj | Person            | Land           |
| ------ | ----------------- | -------------- |
| Guld   | Kristin Armstrong | USA            |
| Silver | Emma Pooley       | Storbritannien |
| Brons  | Karin Thürig      | Schweiz        |

### Velodrom
Individuell förföljelse herrar
| Medalj | Person          | Land           |
| ------ | --------------- | -------------- |
| Guld   | Bradley Wiggins | Storbritannien |
| Silver | Hayden Roulston | Nya Zeeland    |
| Brons  | Steven Burke    | Storbritannien |

Individuell förföljelse damer
| Medalj | Person            | Land           |
| ------ | ----------------- | -------------- |
| Guld   | Rebecca Romero    | Storbritannien |
| Silver | Wendy Houvenaghel | Storbritannien |
| Brons  | Lesja Kalitovska  | Ukraina        |

Förföljelse lag herrar
| Medalj | Land           |
| ------ | -------------- |
| Guld   | Storbritannien |
| Silver | Danmark        |
| Brons  | Nya Zeeland    |

Individuell sprint herrar
| Medalj | Person           | Land           |
| ------ | ---------------- | -------------- |
| Guld   | Chris Hoy        | Storbritannien |
| Silver | Jason Kenny      | Storbritannien |
| Brons  | Mickaël Bourgain | Frankrike      |

Individuell sprint damer
| Medalj | Person             | Land           |
| ------ | ------------------ | -------------- |
| Guld   | Victoria Pendleton | Storbritannien |
| Silver | Anna Meares        | Australien     |
| Brons  | Guo Shuang         | Kina           |

Lagsprint herrar
| Medalj | Land           |
| ------ | -------------- |
| Guld   | Storbritannien |
| Silver | Frankrike      |
| Brons  | Tyskland       |

Poängrace herrar
| Medalj | Person        | Land           |
| ------ | ------------- | -------------- |
| Guld   | Joan Llaneras | Spanien        |
| Silver | Roger Kluge   | Tyskland       |
| Brons  | Chris Newton  | Storbritannien |

Poängrace damer
| Medalj | Person          | Land          |
| ------ | --------------- | ------------- |
| Guld   | Marianne Vos    | Nederländerna |
| Silver | Yoanka González | Kuba          |
| Brons  | Leire Olaberría | Spanien       |

Keirin herrar
| Medalj | Person         | Land           |
| ------ | -------------- | -------------- |
| Guld   | Chris Hoy      | Storbritannien |
| Silver | Ross Edgar     | Storbritannien |
| Brons  | Kiyofumi Nagai | Japan          |

Madison herrar
| Medalj | Person                                       | Land      |
| ------ | -------------------------------------------- | --------- |
| Guld   | Juan Esteban Curuchet, Walter Fernando Perez | Argentina |
| Silver | Joan Llaneras, Antonio Tauler                | Spanien   |
| Brons  | Michail Ignatiev, Aleksej Markov             | Ryssland  |

### Mountainbike
Cross country damer
| Medalj | Person            | Land     |
| ------ | ----------------- | -------- |
| Guld   | Sabine Spitz      | Tyskland |
| Silver | Maja Wloszczowska | Polen    |
| Brons  | Irina Kalentieva  | Ryssland |

Cross country herrar
| Medalj | Person                 | Land      |
| ------ | ---------------------- | --------- |
| Guld   | Julien Absalon         | Frankrike |
| Silver | Jean-Christophe Péraud | Frankrike |
| Brons  | Nino Schurter          | Schweiz   |

### BMX
Damer
| Medalj | Person                 | Land      |
| ------ | ---------------------- | --------- |
| Guld   | Anne-Caroline Chausson | Frankrike |
| Silver | Laetitia Le Corguille  | Frankrike |
| Brons  | Jill Kintner           | USA       |

Herrar
| Medalj | Person           | Land     |
| ------ | ---------------- | -------- |
| Guld   | Māris Štrombergs | Lettland |
| Silver | Mike Day         | USA      |
| Brons  | Donny Robinson   | USA      |

## Fotboll
Se även Fotboll vid olympiska sommarspelen 2008.
Damer
| Medalj | Land      |
| ------ | --------- |
| Guld   | USA       |
| Silver | Brasilien |
| Brons  | Tyskland  |

Herrar
| Medalj | Land      |
| ------ | --------- |
| Guld   | Argentina |
| Silver | Nigeria   |
| Brons  | Brasilien |

## Friidrott
Se även Friidrott vid olympiska sommarspelen 2008.

### Damer
| Gren                            | Guld                                                                               | Guld          | Silver                                                                                              | Silver        | Brons                                                                          | Brons      |
| 100 meter Detaljer...           | Shelly-Ann Fraser Jamaica                                                          | 10,78         | Sherone Simpson Jamaica Kerron Stewart Jamaica                                                      | 10,98         | ej utdelad                                                                     | ej utdelad |
| 200 meter Detaljer...           | Veronica Campbell-Brown Jamaica                                                    | 21,74         | Allyson Felix USA                                                                                   | 21,93         | Kerron Stewart Jamaica                                                         | 22,00      |
| 400 meter Detaljer...           | Christine Ohuruogu Storbritannien                                                  | 49,62         | Shericka Williams Jamaica                                                                           | 49,69         | Sanya Richards USA                                                             | 49,93      |
| 800 meter Detaljer...           | Pamela Jelimo Kenya                                                                | 1.54,87       | Janeth Jepkosgei Kenya                                                                              | 1.56,07       | Hasna Benhassi Marocko                                                         | 1.56,73    |
| 1 500 meter Detaljer...         | Nancy Jebet Langat Kenya                                                           | 4.00,23       | Irina Lisjtjinska Ukraina                                                                           | 4.01,63       | Natalija Tobias Ukraina                                                        | 4.01,78    |
| 5 000 meter Detaljer...         | Tirunesh Dibaba Etiopien                                                           | 15.41,40      | Meseret Defar Etiopien                                                                              | 15.44,12      | Sylvia Jebiwott Kibet Kenya                                                    | 15.44,96   |
| 10 000 meter Detaljer...        | Tirunesh Dibaba Etiopien                                                           | 29.54,66 0OR0 | Shalane Flanagan USA                                                                                | 30.22,22 0AR0 | Linet Chepkwemoi Masai Kenya                                                   | 30.26,50   |
| Maraton Detaljer...             | Constantina Tomescu Rumänien                                                       | 2:26.44       | Catherine Ndereba Kenya                                                                             | 2:27.06       | Zhou Chunxiu Kina                                                              | 2:27.07    |
|                                 |                                                                                    |               | |               |                                                                                |            |
| 4×100 meter stafett Detaljer... | Belgien Olivia Borlée Hanna Mariën Élodie Ouédraogo Kim Gevaert                    | 42,54 0NR0    | Nigeria Ene Franca Idoko Gloria Kemasuode Halimat Ismaila Oludamola Osayomi Agnes Osazuwa*          | 43,04         | Brasilien Rosemar Coelho Neto Lucimar de Moura Thaíssa Presti Rosangela Santos | 43,14      |
| 4×400 meter stafett Detaljer... | USA Mary Wineberg Allyson Felix Monique Henderson Sanya Richards Natasha Hastings* | 3.18,54       | Jamaica Shericka Williams Shereefa Lloyd Rosemarie Whyte Novlene Williams-Mills Bobby-Gaye Wilkins* | 3.20,40       | Storbritannien Christine Ohuruogu Kelly Sotherton Marilyn Okoro Nicola Sanders | 3.22,68    |
|                                 |                                                                                    |               | |               |                                                                                |            |
| 100 meter häck Detaljer...      | Dawn Harper USA                                                                    | 12,54         | Sally McLellan Australien                                                                           | 12,64         | Priscilla Lopes-Schliep Kanada                                                 | 12,64      |
| 400 meter häck Detaljer...      | Melaine Walker Jamaica                                                             | 52,64 0OR0    | Sheena Tosta USA                                                                                    | 53,70         | Tasha Danvers Storbritannien                                                   | 53,84      |
| 3 000 meter hinder Detaljer...  | Gulnara Samitova Ryssland                                                          | 8.58,81 0VR0  | Eunice Jepkorir Kenya                                                                               | 9.07,41       | Tatiana Archipova Ryssland                                                     | 9.12,33    |
|                                 |                                                                                    |               | |               |                                                                                |            |
| 20 kilometer gång Detaljer...   | Olga Kaniskina Ryssland                                                            | 1:26.31 0OR0  | Kjersti Tysse Plätzer Norge                                                                         | 1:27.07 0NR0  | Elisa Rigaudo Italien                                                          | 1:27.12    |
|                                 |                                                                                    |               | |               |                                                                                |            |
| Höjdhopp Detaljer...            | Tia Hellebaut Belgien                                                              | 2,05 m        | Blanka Vlašić Kroatien                                                                              | 2,05 m        | Chaunté Howard USA                                                             | 1,99 m     |
| Längdhopp Detaljer...           | Maurren Maggi Brasilien                                                            | 7,04 m        | Blessing Okagbare Nigeria                                                                           | 6,91 m        | Chelsea Hammond Jamaica                                                        | 6,79 m     |
| Stavhopp Detaljer...            | Jelena Isinbajeva Ryssland                                                         | 5,05 m 0VR0   | Jennifer Stuczynski USA                                                                             | 4,80 m        | Svetlana Feofanova Ryssland                                                    | 4,75 m     |
| Tresteg Detaljer...             | Françoise Mbango Etone Kamerun                                                     | 15,39 m 0OR0  | Olga Rypakova Kazakstan                                                                             | 15,11 m       | Yargelis Savigne Kuba                                                          | 15,05 m    |
|                                 |                                                                                    |               | |               |                                                                                |            |
| Diskuskastning Detaljer...      | Stephanie Brown Trafton USA                                                        | 64,74 m       | Olena Antonova Ukraina                                                                              | 62,59 m       | Song Aimin Kina                                                                | 62,20 m    |
| Kulstötning Detaljer...         | Valerie Vili Nya Zeeland                                                           | 20,56 m       | Misleydis González Kuba                                                                             | 19,50 m       | Gong Lijiao Kina                                                               | 19,20 m    |
| Släggkastning Detaljer...       | Yipsi Moreno Kuba                                                                  | 75,20 m       | Zhang Wenxiu Kina                                                                                   | 74,32 m       | Manuela Montebrun Frankrike                                                    | 72,54 m    |
| Spjutkastning Detaljer...       | Barbora Špotáková Tjeckien                                                         | 71,42 m       | Christina Obergföll Tyskland                                                                        | 66,13 m       | Goldie Sayers Storbritannien                                                   | 65,75 m    |
|                                 |                                                                                    |               | |               |                                                                                |            |
| Sjukamp Detaljer...             | Natalja Dobrynska Ukraina                                                          | 6733          | Hyleas Fountain USA                                                                                 | 6619          | Kelly Sotherton Storbritannien                                                 | 6517       |

Noteringar
1. ↑  Elvan Abeylegesse från Turkiet tog ursprungligen silvermedaljen men diskvalificerades under 2017 efter att prover från VM 2005 och 2007 testats positivt för doping.[8]
2. ↑  Elvan Abeylegesse från Turkiet tog ursprungligen silvermedaljen men diskvalificerades under 2017 efter att prover från VM 2005 och 2007 testats positivt för doping.[8]
3. ↑  Det ryska laget tog guldmedaljen men fråntogs den 2016 då Julia Tjermosjanskaja testats positivt för turinabol och stanozolol.[9]
4. ↑  Det ryska laget tog ursprungligen silvermedaljen men fråntogs den 2016 då Tatiana Firova diskvalificerats för doping efter att proverna testats om 2016.[10] Då även det från början fjärdeplacerade vitryska laget diskvalificerats på grund av Svjatlana Usovitjs positiva dopingtest gick bronset istället till Storbritannien.[11]
5. ↑  Jekaterina Volkova från Ryssland tog ursprungligen en bronsmedalj men diskvalificerades 2016 då hennes omprover testats positivt för turinabol.[4]
6. ↑  Anna Tjitjerova från Ryssland tog bronsmedaljen men diskvalificerades 2016 då hennes omprover testats positivt för turinabol.[12] Även den fjärdeplacerade ryskan Jelena Slesarenko och femteplacerade ukrainskan Vita Palamar diskvalificerades för positiva dopingprover.[6]
7. ↑  Tatiana Lebedeva från Ryssland tog ursprungligen silvermedaljen men diskvalificerades 2017 då hennes omprover testats positivt för turinabol.[13]
8. ↑  Hrysopiyí Devetzí från Grekland tog ursprungligen en bronsmedalj men diskvalificerades 2016 då hennes omprover testats positivt för stanozolol.[6] Senare diskvalificerades även silvermedaljören Tatiana Lebedeva från Ryssland vars omprover testats positivt för turinabol.[13]
9. ↑  Yarelis Barrios från Kuba tog ursprungligen silvermedaljen men diskvalificerades i september 2016 då hennes omprover testats positivt för acetazolamid.[14]
10. ↑  Vitryskorna Natallja Michnevitj och Nadzeja Astaptjuk tog ursprungligen silver respektive brons men de diskvalificerades båda under 2016, Michnevitj efter att ha testats positivt för metandrostenolon och stanozolol, Astaptjuk efter att ha testat positivt för turinabol.[11][15]
11. ↑  Aksana Miankova från Vitryssland vann ursprungligen guldet men diskvalificerades i november 2016 då omproverna testats positivt för turinabol och oxandrolon.[11]
12. ↑  Maria Abakumova från Ryssland tog ursprungligen silvermedaljen men diskvalificerades i september 2016 då hennes omprover testats positivt för turinabol.[16]
13. ↑  Ljudmila Blonska från Ukraina tog ursprungligen silvermedaljen men blev fråntagen den då hon testades positivt för anabola steroider i samband med tävlingen.[17] Tatiana Tjernova från Ryssland som tilldelats bronsmedaljen efter att Blonska diskvalificerats blev själv diskvalificerad i april 2017 då hennes omprover testats positivt för turinabol.[18]

### Herrar
| Gren                            | Guld                                                                                               | Guld          | Silver                                                                                        | Silver   | Brons                                                                      | Brons     |
| 100 meter Detaljer...           | Usain Bolt Jamaica                                                                                 | 9,69 0VR0     | Richard Thompson Trinidad och Tobago                                                          | 9,89     | Walter Dix USA                                                             | 9,91      |
| 200 meter Detaljer...           | Usain Bolt Jamaica                                                                                 | 19,30 0VR0    | Shawn Crawford USA                                                                            | 19,96    | Walter Dix USA                                                             | 19,98     |
| 400 meter Detaljer...           | LaShawn Merritt USA                                                                                | 43,75         | Jeremy Wariner USA                                                                            | 44,74    | David Neville USA                                                          | 44,80     |
| 800 meter Detaljer...           | Wilfred Bungei Kenya                                                                               | 1.44,65       | Ismail Ahmed Ismail Sudan                                                                     | 1.44,70  | Alfred Yego Kenya                                                          | 1.44,82   |
| 1 500 meter Detaljer...         | Asbel Kipruto Kiprop Kenya                                                                         | 3.33,11       | Nicholas Willis Nya Zeeland                                                                   | 3.34,16  | Mehdi Baala Frankrike                                                      | 3.34,21   |
| 5 000 meter Detaljer...         | Kenenisa Bekele Etiopien                                                                           | 12.57,82 0OR0 | Eliud Kipchoge Kenya                                                                          | 13.02,80 | Edwin Cheruiyot Soi Kenya                                                  | 13.06,22  |
| 10 000 meter Detaljer...        | Kenenisa Bekele Etiopien                                                                           | 27.01,17 0OR0 | Sileshi Sihine Etiopien                                                                       | 27.02,77 | Micah Kogo Kenya                                                           | 27.04,11  |
| Maraton Detaljer...             | Samuel Wanjiru Kenya                                                                               | 2:06.32 0OR0  | Jaouad Gharib Marocko                                                                         | 2:07.16  | Tsegay Kebede Etiopien                                                     | 2:10.00   |
|                                 | |               |                                                                                               |          |                                                                            |           |
| 4×100 meter stafett Detaljer... | Trinidad och Tobago Keston Bledman Marc Burns Emmanuel Callander Richard Thompson Aaron Armstrong* | 38,06         | Japan Naoki Tsukahara Shingo Suetsugu Shinji Takahira Nobuharu Asahara                        | 38,15    | Brasilien Vicente de Lima Sandro Viana Bruno de Barros José Carlos Moreira | 38,24     |
| 4×400 meter stafett Detaljer... | USA LaShawn Merritt Angelo Taylor David Neville Jeremy Wariner Kerron Clement* Reggie Witherspoon* | 2.55,39 0OR0  | Bahamas Andretti Bain Michael Mathieu Andrae Williams Chris Brown Avard Moncur* Ramon Miller* | 2.58,03  | Storbritannien Martyn Rooney Andrew Steele Robert Tobin Michael Bingham    | 2.58,81   |
|                                 | |               |                                                                                               |          |                                                                            |           |
| 110 meter häck Detaljer...      | Dayron Robles Kuba                                                                                 | 12,93         | David Payne USA                                                                               | 13,17    | David Oliver USA                                                           | 13,18     |
| 400 meter häck Detaljer...      | Angelo Taylor USA                                                                                  | 47,25         | Kerron Clement USA                                                                            | 47,98    | Bershawn Jackson USA                                                       | 48,06     |
| 3 000 meter hinder Detaljer...  | Brimin Kipruto Kenya                                                                               | 8.10,34       | Mahiedine Mekhissi-Benabbad Frankrike                                                         | 8.10,49  | Richard Mateelong Kenya                                                    | 8.11,01   |
|                                 | |               |                                                                                               |          |                                                                            |           |
| 20 kilometer gång Detaljer...   | Valerij Bortjin Ryssland                                                                           | 1:19.01       | Jefferson Pérez Ecuador                                                                       | 1:19.15  | Jared Tallent Australien                                                   | 1:19.42   |
| 50 kilometer gång Detaljer...   | Alex Schwazer Italien                                                                              | 3:37.09 0OR0  | Jared Tallent Australien                                                                      | 3:39.27  | Denis Nizjegorodov Ryssland                                                | 3:40.14   |
|                                 | |               |                                                                                               |          |                                                                            |           |
| Höjdhopp Detaljer...            | Andrej Silnov Ryssland                                                                             | 2,36 m        | Germaine Mason Storbritannien                                                                 | 2,34 m   | Jaroslav Rybakov Ryssland                                                  | 2,34 m    |
| Längdhopp Detaljer...           | Irving Saladino Panama                                                                             | 8,34 m        | Godfrey Khotso Mokoena Sydafrika                                                              | 8,24 m   | Ibrahim Camejo Kuba                                                        | 8,20 m    |
| Stavhopp Detaljer...            | Steven Hooker Australien                                                                           | 5,96 m 0OR0   | Jevgenij Lukjanenko Ryssland                                                                  | 5,85 m   | Derek Miles USA                                                            | 5,70 m    |
| Tresteg Detaljer...             | Nelson Évora Portugal                                                                              | 17,67 m       | Phillips Idowu Storbritannien                                                                 | 17,62 m  | Leevan Sands Bahamas                                                       | 17,59 m   |
|                                 | |               |                                                                                               |          |                                                                            |           |
| Diskuskastning Detaljer...      | Gerd Kanter Estland                                                                                | 68,82 m       | Piotr Małachowski Polen                                                                       | 67,82 m  | Virgilijus Alekna Litauen                                                  | 67,79 m   |
| Kulstötning Detaljer...         | Tomasz Majewski Polen                                                                              | 21,51 m       | Christian Cantwell USA                                                                        | 21,09 m  | Dylan Armstrong Kanada                                                     | 21.04 m   |
| Släggkastning Detaljer...       | Primož Kozmus Slovenien                                                                            | 82,02 m       | Vadzim Dzevjatoŭski Belarus                                                                   | 81,61 m  | Ivan Tsichan Belarus                                                       | 81,51 m   |
| Spjutkastning Detaljer...       | Andreas Thorkildsen Norge                                                                          | 90,57 m 0OR0  | Ainārs Kovals Lettland                                                                        | 86,64 m  | Tero Pitkämäki Finland                                                     | 86,16 m   |
|                                 | |               |                                                                                               |          |                                                                            |           |
| Tiokamp Detaljer...             | Bryan Clay USA                                                                                     | 8791          | Andrej Kraŭtjanka Belarus                                                                     | 8551     | Leonel Suárez Kuba                                                         | 8527 0NR0 |

Noteringar
1. ↑  Rashid Ramzi från Bahrain vann ursprungligen guldet men diskvalificerades 2009 då omproverna testats positivt för CERA (tredje generationens EPO).[19]
2. ↑  Det jamaicanska laget vann guld men fråntogs vinsten i januari 2017 då Nesta Carter testats positivt för metylhexanamin.[13]
3. ↑  Det ryska laget tog ursprungligen bronsmedaljen men fråntogs den 2016 då Denis Aleksejev diskvalificerats för doping efter att proverna testats om 2016.[16]
4. ↑  Denis Jurtjenko från Ukraina tog ursprungligen en bronsmedalj men diskvalificerades 2016 då hans omprover testats positivt för turinabol.[6]
5. ↑  Andrej Michnevitj från Vitryssland tog bronset men livtidsavstängdes 2013 på grund av doping och hans resultat från tävlingarna i Peking ströks 2014.[20]
6. ↑  Vitryssarna Vadzim Dzevjatoŭski och Ivan Tjichan blev tvåa respektive trea i släggkastningen men blev diskvalificerade för att ha varit dopade. IOC utredde därefter ärendet och de fick 2010 tillbaka sin medaljer på grund av bristande rutiner vid dopingkontrollen.[21]

Denna tabell: visa • redigera

## Fäktning
Se även Fäktning vid olympiska sommarspelen 2008.
Värja herrar
| Medalj | Person            | Land      |
| ------ | ----------------- | --------- |
| Guld   | Matteo Tagliariol | Italien   |
| Silver | Fabrice Jeannet   | Frankrike |
| Brons  | José Luis Abajo   | Spanien   |

Värja damer
| Medalj | Person               | Land     |
| ------ | -------------------- | -------- |
| Guld   | Britta Heidemann     | Tyskland |
| Silver | Ana Maria Brânză     | Rumänien |
| Brons  | Ildikó Mincza-Nébald | Ungern   |

Värja herrlag
| Medalj | Land      |
| ------ | --------- |
| Guld   | Frankrike |
| Silver | Polen     |
| Brons  | Italien   |

Florett herrar
| Medalj | Person             | Land     |
| ------ | ------------------ | -------- |
| Guld   | Benjamin Kleibrink | Tyskland |
| Silver | Yuki Ota           | Japan    |
| Brons  | Salvatore Sanzo    | Italien  |

Florett damer
| Medalj | Person               | Land     |
| ------ | -------------------- | -------- |
| Guld   | Valentina Vezzali    | Italien  |
| Silver | Nam Hyun-Hee         | Sydkorea |
| Brons  | Margherita Granbassi | Italien  |

Florett damlag
| Medalj | Land     |
| ------ | -------- |
| Guld   | Ryssland |
| Silver | USA      |
| Brons  | Italien  |

Sabel herrar
| Medalj | Person        | Land      |
| ------ | ------------- | --------- |
| Guld   | Zhong Man     | Kina      |
| Silver | Nicolas Lopez | Frankrike |
| Brons  | Mihai Covaliu | Rumänien  |

Sabel damer
| Medalj | Person         | Land |
| ------ | -------------- | ---- |
| Guld   | Mariel Zagunis | USA  |
| Silver | Sada Jacobson  | USA  |
| Brons  | Becca Ward     | USA  |

Sabel herrlag
| Medalj | Land      |
| ------ | --------- |
| Guld   | Frankrike |
| Silver | USA       |
| Brons  | Italien   |

Sabel damlag
| Medalj | Land    |
| ------ | ------- |
| Guld   | Ukraina |
| Silver | Kina    |
| Brons  | USA     |

## Gymnastik
Se även Gymnastik vid olympiska sommarspelen 2008.

### Redskapsgymnastik
Lag herrar
| Medalj | Land  |
| ------ | ----- |
| Guld   | Kina  |
| Silver | Japan |
| Brons  | USA   |

Lag damer
| Medalj | Land     |
| ------ | -------- |
| Guld   | Kina     |
| Silver | USA      |
| Brons  | Rumänien |

Individuellt herrar
| Medalj | Person          | Land      |
| ------ | --------------- | --------- |
| Guld   | Yang Wei        | Kina      |
| Silver | Kohei Uchimura  | Japan     |
| Brons  | Benoît Caranobe | Frankrike |

Individuellt damer
| Medalj | Person        | Land |
| ------ | ------------- | ---- |
| Guld   | Nastia Liukin | USA  |
| Silver | Shawn Johnson | USA  |
| Brons  | Yang Yilin    | Kina |

Fristående herrar
| Medalj | Person             | Land     |
| ------ | ------------------ | -------- |
| Guld   | Zou Kai            | Kina     |
| Silver | Gervasio Deferr    | Spanien  |
| Brons  | Anton Golotsutskov | Ryssland |

Fristående damer
| Medalj | Person        | Land     |
| ------ | ------------- | -------- |
| Guld   | Zou Kai       | Rumänien |
| Silver | Shawn Johnson | USA      |
| Brons  | Nastia Liukin | USA      |

Bygelhäst herrar
| Medalj | Person      | Land           |
| ------ | ----------- | -------------- |
| Guld   | Xiao Qin    | Kina           |
| Silver | Filip Ude   | Kroatien       |
| Brons  | Louis Smith | Storbritannien |

Ringar herrar
| Medalj | Person             | Land    |
| ------ | ------------------ | ------- |
| Guld   | Chen Yibing        | Kina    |
| Silver | Yang Wei           | Kina    |
| Brons  | Oleksandr Vorobiov | Ukraina |

Hopp herrar
| Medalj | Person             | Land     |
| ------ | ------------------ | -------- |
| Guld   | Leszek Blanik      | Polen    |
| Silver | Thomas Bouhail     | Kina     |
| Brons  | Anton Golotsutskov | Ryssland |

Hopp damer
| Medalj | Person             | Land      |
| ------ | ------------------ | --------- |
| Guld   | Hong Un Jong       | Nordkorea |
| Silver | Oksana Chusovitina | Tyskland  |
| Brons  | Cheng Fei          | Kina      |

Barr herrar
| Medalj | Person       | Land       |
| ------ | ------------ | ---------- |
| Guld   | Li Xiaopeng  | Kina       |
| Silver | Yoo Won-Chul | Sydkorea   |
| Brons  | Anton Fokin  | Uzbekistan |

Barr damer
| Medalj | Person        | Land |
| ------ | ------------- | ---- |
| Guld   | He Kexin      | Kina |
| Silver | Nastia Liukin | USA  |
| Brons  | Yang Yilin    | Kina |

Bom damer
| Medalj | Person        | Land |
| ------ | ------------- | ---- |
| Guld   | Shawn Johnson | USA  |
| Silver | Nastia Liukin | USA  |
| Brons  | Cheng Fei     | Kina |

Räck herrar
| Medalj | Person            | Land     |
| ------ | ----------------- | -------- |
| Guld   | Zou Kai           | Kina     |
| Silver | Jonathan Horton   | USA      |
| Brons  | Fabian Hambuechen | Tyskland |

### Rytmisk gymnastik
Individuellt damer
Lag damer

### Trampolin
Individuellt damer
| Medalj | Person           | Land       |
| ------ | ---------------- | ---------- |
| Guld   | He Wenna         | Kina       |
| Silver | Karen Cockburn   | Kanada     |
| Brons  | Yekaterina Xilko | Uzbekistan |

Individuellt herrar
| Medalj | Person        | Land   |
| ------ | ------------- | ------ |
| Guld   | Lu Chunlong   | Kina   |
| Silver | Jason Burnett | Kanada |
| Brons  | Dong Dong     | Kina   |

## Handboll
Se även Handboll vid olympiska sommarspelen 2008.
Damer
| Medalj | Land     |
| ------ | -------- |
| Guld   | Norge    |
| Silver | Ryssland |
| Brons  | Sydkorea |

Herrar
| Medalj | Land      |
| ------ | --------- |
| Guld   | Frankrike |
| Silver | Island    |
| Brons  | Spanien   |

## Judo
Se även Judo vid olympiska sommarspelen 2008.
48 kg damer
| Medalj | Person                  | Land      |
| ------ | ----------------------- | --------- |
| Guld   | Alina Alexandra Dumitru | Rumänien  |
| Silver | Yanet Bermoy            | Kuba      |
| Brons  | Paula Pareto            | Argentina |
| Brons  | Ryoko Tani              | Japan     |

52 kg damer
| Medalj | Person          | Land      |
| ------ | --------------- | --------- |
| Guld   | Xian Dongmei    | Kina      |
| Silver | An Kum-Ae       | Nordkorea |
| Brons  | Soraya Haddad   | Algeriet  |
| Brons  | Misato Nakamura | Japan     |

57 kg damer
| Medalj | Person                            | Land          |
| ------ | --------------------------------- | ------------- |
| Guld   | Giulia Quintavalle                | Italien       |
| Silver | Deborah van der Veken-Gravenstein | Nederländerna |
| Brons  | Xu Yan                            | Kina          |
| Brons  | Ketleyn Quadros                   | Brasilien     |

60 kg herrar;
| Medalj | Person          | Land          |
| ------ | --------------- | ------------- |
| Guld   | Choi Min-Ho     | Sydkorea      |
| Silver | Ludwig Paischer | Österrike     |
| Brons  | Risjod Sobirov  | Uzbekistan    |
| Brons  | Ruben Houkes    | Nederländerna |

63 kg damer
| Medalj | Person                 | Land          |
| ------ | ---------------------- | ------------- |
| Guld   | Ayumi Tanimoto         | Japan         |
| Silver | Lucie Decosse          | Frankrike     |
| Brons  | Elisabeth Willeboordse | Nederländerna |
| Brons  | Won Ok-Im              | Nordkorea     |

66 kg herrar
| Medalj | Person             | Land      |
| ------ | ------------------ | --------- |
| Guld   | Masato Uchishiba   | Japan     |
| Silver | Benjamin Darbelet  | Frankrike |
| Brons  | Yordanis Arencibia | Kuba      |
| Brons  | Pak Chol-Min       | Nordkorea |

70 kg damer
| Medalj | Person           | Land          |
| ------ | ---------------- | ------------- |
| Guld   | Masae Ueno       | Japan         |
| Silver | Anaysi Hernández | Kuba          |
| Brons  | Ronda Rousey     | USA           |
| Brons  | Edith Bosch      | Nederländerna |

73 kg herrar
| Medalj | Person            | Land         |
| ------ | ----------------- | ------------ |
| Guld   | Elnur Mammadli    | Azerbajdzjan |
| Silver | Wang Ki-Chun      | Sydkorea     |
| Brons  | Rasul Boqijev     | Tadzjikistan |
| Brons  | Leandro Guilheiro | Brasilien    |

78 kg damer
| Medalj | Person             | Land      |
| ------ | ------------------ | --------- |
| Guld   | Yang Xiuli         | Kina      |
| Silver | Yalennis Castillo  | Kuba      |
| Brons  | Jeong Gyeong-Mi    | Sydkorea  |
| Brons  | Stéphanie Possamaï | Frankrike |

+78 kg damer
| Medalj | Person          | Land      |
| ------ | --------------- | --------- |
| Guld   | Tong Wen        | Kina      |
| Silver | Maki Tsukada    | Japan     |
| Brons  | Lucija Polavder | Slovenien |
| Brons  | Idalys Ortiz    | Kuba      |

81 kg herrar
| Medalj | Person        | Land      |
| ------ | ------------- | --------- |
| Guld   | Ole Bischof   | Tyskland  |
| Silver | Kim Jae-Bum   | Sydkorea  |
| Brons  | Tiago Camilo  | Brasilien |
| Brons  | Roman Gontiuk | Ukraina   |

90 kg herrar
| Medalj | Person            | Land     |
| ------ | ----------------- | -------- |
| Guld   | Irakli Tsirekidze | Georgien |
| Silver | Amar Benikhlef    | Algeriet |
| Brons  | Hesham Mesbah     | Egypten  |
| Brons  | Sergei Aschwanden | Schweiz  |

100 kg herrar
| Medalj | Person                  | Land          |
| ------ | ----------------------- | ------------- |
| Guld   | Naidangiin Tüvsjinbajar | Mongoliet     |
| Silver | Asqat Zjitkejev         | Kazakstan     |
| Brons  | Movlud Miraliyev        | Azerbajdzjan  |
| Brons  | Henk Grol               | Nederländerna |

+100 kg herrar
| Medalj | Person           | Land       |
| ------ | ---------------- | ---------- |
| Guld   | Satoshi Ishii    | Japan      |
| Silver | Abdullo Tangriev | Uzbekistan |
| Brons  | Óscar Brayson    | Kuba       |
| Brons  | Teddy Riner      | Frankrike  |

## Kanotsport
Se även Kanotsport vid olympiska sommarspelen 2008.
C-1 500 m herrar
C-1 1000 m herrar
C-2 500 m herrar
C-2 1000 m herrar
K-1 500 m herrar
K-1 500 m damer
K-1 1000 m herrar
K-2 500 m herrar
K-2 500 m damer
K-2 1000 m herrar
K-4 1000 m herrar
K-4 500 m damer
C-1 slalom herrar
| Medalj | Person          | Land           |
| ------ | --------------- | -------------- |
| Guld   | Michal Martikán | Slovakien      |
| Silver | David Florence  | Storbritannien |
| Brons  | Robin Bell      | Australien     |

C-2 slalom herrar
| Medalj | Person                                 | Land      |
| ------ | -------------------------------------- | --------- |
| Guld   | Pavol Hochschorner, Peter Hochschorner | Slovakien |
| Silver | Jaroslav Volf, Ondřej Štěpánek         | Tjeckien  |
| Brons  | Michail Kuznetsov, Dmitrj Larionov     | Ryssland  |

K-1 slalom herrar
| Medalj | Person            | Land      |
| ------ | ----------------- | --------- |
| Guld   | Alexander Grimm   | Tyskland  |
| Silver | Fabien Lefèvre    | Frankrike |
| Brons  | Benjamin Boukpeti | Togo      |

K-1 slalom damer
| Medalj | Person                   | Land       |
| ------ | ------------------------ | ---------- |
| Guld   | Elena Kaliská            | Slovakien  |
| Silver | Jacqueline Lawrence      | Australien |
| Brons  | Violetta Oblinger-Peters | Österrike  |

## Konstsim
Se även Konstsim vid olympiska sommarspelen 2008.
Lag damer
| Medalj | Land     |
| ------ | -------- |
| Guld   | Ryssland |
| Silver | Spanien  |
| Brons  | Kina     |

Duett damer
| Medalj | Person                                   | Land     |
| ------ | ---------------------------------------- | -------- |
| Guld   | Anastasia Davydova, Anastasija Jermakova | Ryssland |
| Silver | Andrea Fuentes, Gemma Mengual            | Spanien  |
| Brons  | Saho Harada, Emiko Suzuki                | Japan    |

## Landhockey
Se även Landhockey vid olympiska sommarspelen 2008.
Damer
| Medalj | Land          |
| ------ | ------------- |
| Guld   | Nederländerna |
| Silver | Kina          |
| Brons  | Argentina     |

Herrar
| Medalj | Land       |
| ------ | ---------- |
| Guld   | Tyskland   |
| Silver | Spanien    |
| Brons  | Australien |

## Modern femkamp
Se även Modern femkamp vid olympiska sommarspelen 2008.
Damer
| Medalj | Person               | Land           |
| ------ | -------------------- | -------------- |
| Guld   | Lena Schöneborn      | Tyskland       |
| Silver | Heather Fell         | Storbritannien |
| Brons  | Viktorija Teresjtjuk | Ukraina        |

Herrar
| Medalj | Person                 | Land     |
| ------ | ---------------------- | -------- |
| Guld   | Andrej Moisejev        | Ryssland |
| Silver | Edvinas Krungolcas     | Litauen  |
| Brons  | Andrejus Zadneprovskis | Litauen  |

## Ridsport
Se även Ridsport vid olympiska sommarspelen 2008.

### Dressyr
| Gren                            | Guld                                                                             | Guld                                                                             | Silver                                                                                                 | Silver                                                                                                 | Brons | Brons |
| ------------------------------- | -------------------------------------------------------------------------------- | -------------------------------------------------------------------------------- | --- | --- | --- | --- |
| Individuell dressyr detaljer    | Anky van Grunsven Salinero Nederländerna                                         | Anky van Grunsven Salinero Nederländerna                                         | Isabell Werth Satchmo Tyskland                                                                         | Isabell Werth Satchmo Tyskland                                                                         | Heike Kemmer Bonaparte Tyskland                                                                                        | Heike Kemmer Bonaparte Tyskland                                                                                        |
| Lagtävlingen i dressyr detaljer | Tyskland Heike Kemmer Bonaparte Nadine Capellmann Elvis Va Isabell Werth Satchmo | Tyskland Heike Kemmer Bonaparte Nadine Capellmann Elvis Va Isabell Werth Satchmo | Nederländerna Hans Peter Minderhoud Nadine Imke Schellekens-Bartels Sunrise Anky van Grunsven Salinero | Nederländerna Hans Peter Minderhoud Nadine Imke Schellekens-Bartels Sunrise Anky van Grunsven Salinero | Danmark Anne van Olst Clearwater Princess Nathalie of Sayn-Wittgenstein-Berleburg Digby Andreas Helgstrand Don Schufro | Danmark Anne van Olst Clearwater Princess Nathalie of Sayn-Wittgenstein-Berleburg Digby Andreas Helgstrand Don Schufro |

### Fälttävlan
| Gren                               | Guld | Guld | Silver | Silver | Brons | Brons |
| ---------------------------------- | --- | --- | --- | --- | --- | --- |
| Individuell fälttävlan detaljer    | Hinrich Romeike Marius Tyskland | Hinrich Romeike Marius Tyskland | Gina Miles McKinlaigh USA | Gina Miles McKinlaigh USA | Kristina Cook Miners Frolic Storbritannien | Kristina Cook Miners Frolic Storbritannien |
| Lagtävlingen i fälttävlan detaljer | Tyskland Peter Thomsen The Ghost of Hamish Frank Ostholt Mr. Medicott Andreas Dibowski Butts Leon Ingrid Klimke Abraxxas Hinrich Romeike Marius | Tyskland Peter Thomsen The Ghost of Hamish Frank Ostholt Mr. Medicott Andreas Dibowski Butts Leon Ingrid Klimke Abraxxas Hinrich Romeike Marius | Australien Shane Rose All Luck Sonja Johnson Ringwould Jaguar Lucinda Fredericks Headley Britannia Clayton Fredericks Ben Along Time Megan Jones Irish Jester | Australien Shane Rose All Luck Sonja Johnson Ringwould Jaguar Lucinda Fredericks Headley Britannia Clayton Fredericks Ben Along Time Megan Jones Irish Jester | Storbritannien Sharon Hunt Tankers Town Daisy Dick Spring Along William Fox-Pitt Parkmore Ed Kristina Cook Miners Frolic Mary King Call Again Cavalier | Storbritannien Sharon Hunt Tankers Town Daisy Dick Spring Along William Fox-Pitt Parkmore Ed Kristina Cook Miners Frolic Mary King Call Again Cavalier |

### Hoppning
| Gren                             | Guld                                                                                               | Guld                                                                                               | Silver                                                                                   | Silver                                                                                   | Brons | Brons |
| -------------------------------- | -------------------------------------------------------------------------------------------------- | -------------------------------------------------------------------------------------------------- | ---------------------------------------------------------------------------------------- | ---------------------------------------------------------------------------------------- | --- | --- |
| Individuell hoppning detaljer    | Eric Lamaze Hickstead Kanada                                                                       | Eric Lamaze Hickstead Kanada                                                                       | Rolf-Göran Bengtsson Ninja Sverige                                                       | Rolf-Göran Bengtsson Ninja Sverige                                                       | Beezie Madden Authentic USA                                                                                            | Beezie Madden Authentic USA                                                                                            |
| Lagtävlingen i hoppning detaljer | USA McLain Ward Sapphire Laura Kraut Cedric Will Simpson Carlsson vom Dach Beezie Madden Authentic | USA McLain Ward Sapphire Laura Kraut Cedric Will Simpson Carlsson vom Dach Beezie Madden Authentic | Kanada Jill Henselwood Special Ed Eric Lamaze Hickstead Ian Millar In Style Mac Cone Ole | Kanada Jill Henselwood Special Ed Eric Lamaze Hickstead Ian Millar In Style Mac Cone Ole | Schweiz Christina Liebherr No Mercy Pius Schwizer Nobless M Niklaus Schurtenberger Cantus Steve Guerdat Jalisca Solier | Schweiz Christina Liebherr No Mercy Pius Schwizer Nobless M Niklaus Schurtenberger Cantus Steve Guerdat Jalisca Solier |

## Rodd
Se även Rodd vid olympiska sommarspelen 2008.
Singelsculler herrar
| Medalj | Person        | Land        |
| ------ | ------------- | ----------- |
| Guld   | Olaf Tufte    | Norge       |
| Silver | Ondřej Synek  | Tjeckien    |
| Brons  | Mahé Drysdale | Nya Zeeland |

Singelsculler damer
| Medalj | Person             | Land        |
| ------ | ------------------ | ----------- |
| Guld   | Rumyana Neykova    | Bulgarien   |
| Silver | Michelle Guerette  | USA         |
| Brons  | Jekaterina Karsten | Vitryssland |

Dubbelsculler herrar
| Medalj | Land           |
| ------ | -------------- |
| Guld   | Australien     |
| Silver | Estland        |
| Brons  | Storbritannien |

Dubbelsculler damer
| Medalj | Land           |
| ------ | -------------- |
| Guld   | Nya Zeeland    |
| Silver | Tyskland       |
| Brons  | Storbritannien |

Dubbelsculler lättvikt herrar
| Medalj | Land           |
| ------ | -------------- |
| Guld   | Storbritannien |
| Silver | Grekland       |
| Brons  | Danmark        |

Dubbelsculler lättvikt damer
| Medalj | Land          |
| ------ | ------------- |
| Guld   | Nederländerna |
| Silver | Finland       |
| Brons  | Kanada        |

Fyrsculler herrar
| Medalj | Land      |
| ------ | --------- |
| Guld   | Polen     |
| Silver | Italien   |
| Brons  | Frankrike |

Fyrsculler damer
| Medalj | Land           |
| ------ | -------------- |
| Guld   | Kina           |
| Silver | Storbritannien |
| Brons  | Tyskland       |

Tvåa utan styrman herrar
| Medalj | Land        |
| ------ | ----------- |
| Guld   | Australien  |
| Silver | Kanada      |
| Brons  | Nya Zeeland |

Tvåa utan styrman damer
| Medalj | Land        |
| ------ | ----------- |
| Guld   | Rumänien    |
| Silver | Kina        |
| Brons  | Vitryssland |

Fyra utan styrman herrar
| Medalj | Land           |
| ------ | -------------- |
| Guld   | Storbritannien |
| Silver | Australien     |
| Brons  | Frankrike      |

Fyra utan styrman lättvikt herrar
| Medalj | Land    |
| ------ | ------- |
| Guld   | Danmark |
| Silver | Polen   |
| Brons  | Kanada  |

Åtta med styrman herrar
| Medalj | Land           |
| ------ | -------------- |
| Guld   | Kanada         |
| Silver | Storbritannien |
| Brons  | USA            |

Åtta med styrman damer
| Medalj | Land          |
| ------ | ------------- |
| Guld   | USA           |
| Silver | Nederländerna |
| Brons  | Rumänien      |

## Segling
Se även Segling vid olympiska sommarspelen 2008.
| Gren               | Guld                                    | Silver                                 | Brons                                   |
| Mistral herrar     | Tom Ashley NZL                          | Julien Bontemps FRA                    | Shahar Zubari ISR                       |
| 470 herrar         | Nathan Wilmot/Malcolm Page AUS          | Nick Rogers/Joe Glanfield GBR          | Nicolas Charbonnier/Olivier Bausset FRA |
| Starbåt herrar     | Iain Percy/Andrew Simpson GBR           | Robert Scheidt/Bruno Prada BRA         | Fredrik Lööf/Anders Ekström SWE         |
| Laser herrar       | Paul Goodison GBR                       | Vasilij Zbogar                         | Diego Romero ITA                        |
| Mistral damer      | Yin Jian CHN                            | Alessandra Sensini ITA                 | Bryony Shaw GBR                         |
| Laser radial damer | Anna Tunnicliffe USA                    | Gintare Volungeviciute LTU             | Xu Lijia CHN                            |
| 470 damer          | Elise Rechichi/Tessa Parkinson AUS      | Marcelien de Koning/Lobke Berkhout NED | Fernanda Oliveira/Isabel Swan BRA       |
| Yngling damer      | Ayton, Webb, Wilson GBR                 | Mulder, Bes, Witteveen NED             | Bekatorou, Papadopoulou, Kravarioti GRE |
| 49er öppen         | Jonas Warrer/Martin Kirketerp Ibsen DEN | Iker Martínez de Lizarduy ESP          | Jan Peter Peckolt/Hannes Peckolt GER    |
| Finnjolle öppen    | Ben Ainslie GBR                         | Zach Railey USA                        | Guillaume Florent FRA                   |
| Tornado öppen      | Fernando Echavarri/Anton Paz ESP        | Darren Bundock/Glenn Ashby AUS         | Santiago Lange/Carlos Espinola ARG      |

## Simhopp
Se även Simhopp vid olympiska sommarspelen 2008.

### Herrar
| Event                                      | Guld                       | Silver                                     | Brons                                        |
| 3 meter svikthopp Detaljer...              | He Chong Kina              | Alexandre Despatie Kanada                  | Qin Kai Kina                                 |
| 10 meter platform Detaljer...              | Matthew Mitcham Australien | Zhou Lüxin Kina                            | Gleb Galperin Ryssland                       |
| Parhoppning 3 meter svikthopp Detaljer...  | Wang Feng och Qin Kai Kina | Dmitri Sautin och Jurij Kunakov Ryssland   | Illja Kvasja och Oleksij Prygorov Ukraina    |
| Parhoppning 10 meter höga hopp Detaljer... | Lin Yue och Huo Liang Kina | Patrick Hausding och Sascha Klein Tyskland | Gleb Galperin och Dmitrij Dobroskok Ryssland |

### Damer
| Event                                      | Guld                            | Silver                                              | Brons                                    |
| 3 meter svikthopp Detaljer...              | Guo Jingjing Kina               | Julija Pachalina Ryssland                           | Wu Minxia Kina                           |
| 10 meter höga hopp Detaljer...             | Chen Ruolin Kina                | Émilie Heymans Kanada                               | Wang Xin Kina                            |
| Parhoppning 3 meter svikthopp Detaljer...  | Guo Jingjing och Wu Minxia Kina | Julija Pachalina och Anastasia Pozdnjakova Ryssland | Ditte Kotzian och Heike Fischer Tyskland |
| Parhoppning 10 meter höga hopp Detaljer... | Wang Xin och Chen Ruolin Kina   | Briony Cole och Melissa Wu Australien               | Paola Espinosa och Tatiana Ortiz Mexiko  |

## Simning
Se även Simning vid olympiska sommarspelen 2008.

### Damer
| Distans                         | Guld | Guld         | Silver | Silver       | Brons | Brons        |
| 50 m frisim Detaljer...         | Britta Steffen Tyskland | 24,06 0OR0   | Dara Torres USA | 24,07        | Cate Campbell Australien                                                                                         | 24,17        |
| 100 meter frisim Detaljer...    | Britta Steffen Tyskland | 53,12 0OR0   | Lisbeth Trickett Australien | 53,16        | Natalie Coughlin USA                                                                                             | 53,39 0NR0   |
| 200 meter frisim Detaljer...    | Federica Pellegrini Italien | 1.54,82 0VR0 | Sara Isaković Slovenien | 1.54,97      | Pang Jiaying Kina                                                                                                | 1.55,05 0AR0 |
| 400 meter frisim Detaljer...    | Rebecca Adlington Storbritannien | 4.03,22      | Katie Hoff USA | 4.03,29      | Joanne Jackson Storbritannien                                                                                    | 4.03,52      |
| 800 meter frisim Detaljer...    | Rebecca Adlington Storbritannien | 8.14,10 0VR0 | Alessia Filippi Italien | 8.20,23      | Lotte Friis Danmark                                                                                              | 8.23,03      |
|                                 | |              | |              | |              |
| 100 meter ryggsim Detaljer...   | Natalie Coughlin USA | 58,96        | Kirsty Coventry Zimbabwe | 59,19        | Margaret Hoelzer USA                                                                                             | 59,34        |
| 200 meter ryggsim Detaljer...   | Kirsty Coventry Zimbabwe | 2.05,24 0VR0 | Margaret Hoelzer USA | 2.06,23      | Reiko Nakamura Japan                                                                                             | 2.07,13 0AR0 |
|                                 | |              | |              | |              |
| 100 meter bröstsim Detaljer...  | Leisel Jones Australien | 1.05,17 0OR0 | Rebecca Soni USA | 1.06,73      | Mirna Jukić Österrike                                                                                            | 1.07,34      |
| 200 meter bröstsim Detaljer...  | Rebecca Soni USA | 2.20,22 0VR0 | Leisel Jones Australien | 2.22,05      | Sara Nordenstam Norge                                                                                            | 2.23,02 0AR0 |
|                                 | |              | |              | |              |
| 100 meter fjärilsim Detaljer... | Lisbeth Trickett Australien | 56,73 0AR0   | Christine Magnuson USA | 57,10        | Jessicah Schipper Australien                                                                                     | 57,25        |
| 200 meter fjärilsim Detaljer... | Liu Zige Kina | 2.04,18 0VR0 | Jiao Liuyang Kina | 2.04,72      | Jessicah Schipper Australien                                                                                     | 2.06,26      |
|                                 | |              | |              | |              |
| 200 meter medley Detaljer...    | Stephanie Rice Australien | 2.08,45 0VR0 | Kirsty Coventry Zimbabwe | 2.08,59 0AR0 | Natalie Coughlin USA                                                                                             | 2.10,34      |
| 400 meter medley Detaljer...    | Stephanie Rice Australien | 4.29,45 0VR0 | Kirsty Coventry Zimbabwe | 4.29,89 0AR0 | Katie Hoff USA                                                                                                   | 4.31,71      |
|                                 | |              | |              | |              |
| 4×100 meter frisim Detaljer...  | Nederländerna Inge Dekker Ranomi Kromowidjojo Femke Heemskerk Marleen Veldhuis Hinkelien Schreuder* Manon van Rooijen*                      | 3.33,76 0OR0 | USA Natalie Coughlin Lacey Nymeyer Kara Lynn Joyce Dara Torres Emily Silver* Julia Smit*                                            | 3.34,33 0AR0 | Australien Cate Campbell Alice Mills Melanie Schlanger Lisbeth Trickett Shayne Reese*                            | 3.35,05 0AR0 |
| 4×200 meter frisim Detaljer...  | Australien Stephanie Rice Bronte Barratt Kylie Palmer Linda Mackenzie Lara Davenport* Felicity Galvez* Angie Bainbridge* Melanie Schlanger* | 7.44,31 0VR0 | Kina Yang Yu Zhu Qianwei Tan Miao Pang Jiaying Tang Jingzhi*                                                                        | 7.45,93 0AR0 | USA Allison Schmitt Natalie Coughlin Caroline Burckle Katie Hoff Christine Marshall* Kim Vandenberg* Julia Smit* | 7.46,33 0AR0 |
| 4×100 meter medley Detaljer...  | Australien Emily Seebohm Leisel Jones Jessicah Schipper Lisbeth Trickett Tarnee White* Felicity Galvez* Shayne Reese*                       | 3.52,69 0VR0 | USA Natalie Coughlin Rebecca Soni Christine Magnuson Dara Torres Margaret Hoelzer* Megan Jendrick* Elaine Breeden* Kara Lynn Joyce* | 3.53,30 0AR0 | Kina Zhao Jing Sun Ye Zhou Yafei Pang Jiaying Xu Tianlongzi*                                                     | 3.56,11 0AR0 |
|                                 | |              | |              | |              |
| 10 km maraton Detaljer...       | Larisa Iltjenko Ryssland | 1:59.27,7    | Keri-Anne Payne Storbritannien | 1:59.29,2    | Cassandra Patten Storbritannien                                                                                  | 1:59.31,0    |

* Simmare som enbart deltog i kvalheaten

### Herrar
| Distans                         | Guld | Guld          | Silver | Silver       | Brons                                                                                                 | Brons        |
| 50 m frisim Detaljer...         | César Cielo Brasilien | 21,30 0OR0    | Amaury Leveaux Frankrike | 21,45        | Alain Bernard Frankrike                                                                               | 21,49        |
| 100 meter frisim Detaljer...    | Alain Bernard Frankrike                                                                                                   | 47,21         | Eamon Sullivan Australien | 47,32        | César Cielo Brasilien Jason Lezak USA                                                                 | 47,67        |
| 200 meter frisim Detaljer...    | Michael Phelps USA | 1.42,96 0VR0  | Park Tae-hwan Sydkorea | 1.44,85 0AR0 | Peter Vanderkaay USA                                                                                  | 1.45,14      |
| 400 meter frisim Detaljer...    | Park Tae-hwan Sydkorea | 3.41,86 0AR0  | Zhang Lin Kina | 3.42,44      | Larsen Jensen USA                                                                                     | 3.42,44 0AR0 |
| 1500 meter frisim Detaljer...   | Oussama Mellouli Tunisien                                                                                                 | 14.40,84 0AR0 | Grant Hackett Australien | 14.41,53     | Ryan Cochrane Kanada                                                                                  | 14.42,69     |
|                                 | |               | |              | |              |
| 100 meter ryggsim Detaljer...   | Aaron Peirsol USA | 52,54 0VR0    | Matt Grevers USA | 53,11        | Hayden Stoeckel Australien Arkadij Vjattjanin Ryssland                                                | 53,18        |
| 200 meter ryggsim Detaljer...   | Ryan Lochte USA | 1.53,94 0VR0  | Aaron Peirsol USA | 1.54,33      | Arkadij Vjattjanin Ryssland                                                                           | 1.54,93 0AR0 |
|                                 | |               | |              | |              |
| 100 meter bröstsim Detaljer...  | Kosuke Kitajima Japan | 58,91 0VR0    | Alexander Dale Oen Norge | 59,20        | Hugues Duboscq Frankrike                                                                              | 59,32        |
| 200 meter bröstsim Detaljer...  | Kosuke Kitajima Japan | 2.07,64 0OR0  | Brenton Rickard Australien | 2.08,88 0AR0 | Hugues Duboscq Frankrike                                                                              | 2.08,94      |
|                                 | |               | |              | |              |
| 100 meter fjärilsim Detaljer... | Michael Phelps USA | 50,58 0OR0    | Milorad Čavić Serbien | 50,59        | Andrew Lauterstein Australien                                                                         | 51,12        |
| 200 meter fjärilsim Detaljer... | Michael Phelps USA | 1.52,03 0VR0  | László Cseh Ungern | 1.52,70 0AR0 | Takeshi Matsuda Japan                                                                                 | 1.52,97      |
|                                 | |               | |              | |              |
| 200 meter medley Detaljer...    | Michael Phelps USA | 1.54,23 0VR0  | László Cseh Ungern | 1.56,52 0AR0 | Ryan Lochte USA                                                                                       | 1.56,53      |
| 400 meter medley Detaljer...    | Michael Phelps USA | 4.03,84 0VR0  | László Cseh Ungern | 4.06,16 0AR0 | Ryan Lochte USA                                                                                       | 4.08,09      |
|                                 | |               | |              | |              |
| 4×100 meter frisim Detaljer...  | USA Michael Phelps Garrett Weber-Gale Cullen Jones Jason Lezak Nathan Adrian* Ben Wildman-Tobriner* Matt Grevers*         | 3.08,24 0VR0  | Frankrike Amaury Leveaux Fabien Gilot Frédérick Bousquet Alain Bernard Grégory Mallet* Boris Steimetz*                                    | 3.08,32 0AR0 | Australien Eamon Sullivan Andrew Lauterstein Ashley Callus Matt Targett Leith Brodie* Patrick Murphy* | 3.09,91 0AR0 |
| 4×200 meter frisim Detaljer...  | USA Michael Phelps Ryan Lochte Ricky Berens Peter Vanderkaay Klete Keller* Erik Vendt* David Walters*                     | 6.58,56 0VR0  | Ryssland Nikita Lobintsev Jevgenij Lagunov Danila Izotov Aleksandr Suchorukov Michail Polisjtjuk*                                         | 7.03,70 0AR0 | Australien Patrick Murphy Grant Hackett Grant Brits Nick Ffrost Leith Brodie* Kirk Palmer*            | 7.04,98      |
| 4×100 meter medley Detaljer...  | USA Aaron Peirsol Brendan Hansen Michael Phelps Jason Lezak Matt Grevers* Mark Gangloff* Ian Crocker* Garrett Weber-Gale* | 3.29,34 0VR0  | Australien Hayden Stoeckel Brenton Rickard Andrew Lauterstein Eamon Sullivan Ashley Delaney* Christian Sprenger* Adam Pine* Matt Targett* | 3.30,04 0AR0 | Japan Junichi Miyashita Kosuke Kitajima Takuro Fujii Hisayoshi Sato                                   | 3.31,18 0AR0 |
|                                 | |               | |              | |              |
| 10 km maraton Detaljer...       | Maarten van der Weijden Nederländerna                                                                                     | 1:51.51,6     | David Davies Storbritannien | 1:51.53,1    | Thomas Lurz Tyskland                                                                                  | 1:51.53,6    |

* Simmare som enbart deltog i kvalheaten
Denna tabell: visa • redigera

## Skytte
Se även Skytte vid olympiska sommarspelen 2008.
10 m luftpistol herrar
| Medalj | Person        | Land     |
| ------ | ------------- | -------- |
| Guld   | Pang Wei      | Kina     |
| Silver | Jin Jong-oh   | Sydkorea |
| Brons  | Jason Turner* | USA      |

*Den ursprungliga bronsmedaljören Kim Jong Su från Nordkorea blev av med medaljen på grund av dopning. Denna medalj fick i stället Jason Turner från USA som från början kom på fjärde plats.
10 m luftpistol damer
| Medalj | Person           | Land     |
| ------ | ---------------- | -------- |
| Guld   | Guo Wenjun       | Kina     |
| Silver | Natalia Paderina | Ryssland |
| Brons  | Nino Salukvadze  | Georgien |

10 m luftgevär, stående herrar
| Medalj | Person         | Land    |
| ------ | -------------- | ------- |
| Guld   | Abhinav Bindra | Indien  |
| Silver | Zhu Qinan      | Kina    |
| Brons  | Henri Häkkinen | Finland |

10 m luftgevär damer
| Medalj | Person          | Land     |
| ------ | --------------- | -------- |
| Guld   | Kateřina Emmons | Tjeckien |
| Silver | Ljubov Galkina  | Ryssland |
| Brons  | Snježana Pejčić | Kroatien |

25 m snabbpistol herrar
25 m pistol damer
| Medalj | Person               | Land      |
| ------ | -------------------- | --------- |
| Guld   | Chen Ying            | Kina      |
| Silver | Otryadyn Gündegmaa   | Mongoliet |
| Brons  | Munkhbayar Dorjsuren | Tyskland  |

50 m fripistol herrar
| Medalj | Person           | Land     |
| ------ | ---------------- | -------- |
| Guld   | Jin Jong-oh      | Sydkorea |
| Silver | Tan Zongliang*   | Kina     |
| Brons  | Vladimir Isakov* | Ryssland |

*Den ursprungliga silvermedaljören Kim Jong Su från Nordkorea blev av med medaljen på grund av dopning. Denna fick i stället den tidigare bronsmedaljören Tan Zongliang från Kina, och bronsmedaljen fick Vladimir Isakov från Ryssland som från början kom på fjärde plats.
50 m frigevär, liggande herrar
50 m frigevär, tre positioner herrar
| Medalj | Person          | Land      |
| ------ | --------------- | --------- |
| Guld   | Qiu Jian        | Kina      |
| Silver | Juri Sucorukov  | Ukraina   |
| Brons  | Rajmond Debevec | Slovenien |

50 m frigevär, tre positioner damer
| Medalj | Person           | Land     |
| ------ | ---------------- | -------- |
| Guld   | Du Li            | Kina     |
| Silver | Kateřina Emmons  | Tjeckien |
| Brons  | Eglis Yaima Cruz | Kuba     |

Dubbeltrap herrar
| Medalj | Person              | Land    |
| ------ | ------------------- | ------- |
| Guld   | Walton Eller        | USA     |
| Silver | Francesco D'Aniello | Italien |
| Brons  | Hu Binyuan          | Kina    |

Skeet herrar
Skeet damer
| Medalj | Person            | Land     |
| ------ | ----------------- | -------- |
| Guld   | Chiara Cainero    | Italien  |
| Silver | Kim Rhode         | USA      |
| Brons  | Christine Brinker | Tyskland |

Trap herrar
| Medalj | Person            | Land     |
| ------ | ----------------- | -------- |
| Guld   | David Kostelecký  | Tjeckien |
| Silver | Giovanni Pellielo | Italien  |
| Brons  | Aleksej Alipov    | Ryssland |

Trap damer
| Medalj | Person              | Land      |
| ------ | ------------------- | --------- |
| Guld   | Satu Mäkelä-Nummela | Finland   |
| Silver | Zuzana Štefečeková  | Slovakien |
| Brons  | Corey Cogdell       | USA       |

## Softboll
Se även Softboll vid olympiska sommarspelen 2008.
Damer
| Gren  | Guld | Silver | Brons |
| Damer | Japan Naho Emoto Motoko Fujimoto Megu Hirose Emi Inui Sachiko Ito Ayumi Karino Satoko Mabuchi Yukiyo Mine Masumi Mishina Rei Nishiyama Hiroko Sakai Rie Sato Mika Someya Yukiko Ueno Eri Yamada | USA Monica Abbott Laura Berg Crystl Bustos Andrea Duran Jennie Finch Tairia Flowers Vicky Galindo Lovieanne Jung Kelly Kretschman Lauren Lappin Caitlin Lowe Jessica Mendoza Stacey Nuveman Cat Osterman Natasha Watley | Australien Jodie Bowering Kylie Cronk Kelly Hardie Tanya Harding Sandy Lewis Simmone Morrow Tracey Mosley Stacey Porter Melanie Roche Justine Smethurst Danielle Stewart Natalie Titcume Natalie Ward Belinda Wright Kerry Wyborn |

## Taekwondo
Se även Taekwondo vid olympiska sommarspelen 2008.

### Damer
| Gren                          | Guld                              | Silver                    | Brons                          |
| Flugvikt -49 kg Detaljer...   | Wu Jingyu Kina                    | Buttree Puedpong Thailand | Daynellis Montejo Kuba         |
| Flugvikt -49 kg Detaljer...   | Wu Jingyu Kina                    | Buttree Puedpong Thailand | Dalia Contreras Venezuela      |
| Fjädervikt -57 kg Detaljer... | Lim Su-jeong Sydkorea             | Azize Tanrıkulu Turkiet   | Diana Lopez USA                |
| Fjädervikt -57 kg Detaljer... | Lim Su-jeong Sydkorea             | Azize Tanrıkulu Turkiet   | Martina Zubčić Kroatien        |
| Mellanvikt -67 kg Detaljer... | Hwang Kyung-seon Sydkorea         | Karine Sergerie Kanada    | Gwladys Épangue Frankrike      |
| Mellanvikt -67 kg Detaljer... | Hwang Kyung-seon Sydkorea         | Karine Sergerie Kanada    | Sandra Šarić Kroatien          |
| Tungvikt +67 kg Detaljer...   | María del Rosario Espinoza Mexiko | Nina Solheim Norge        | Sarah Stevenson Storbritannien |
| Tungvikt +67 kg Detaljer...   | María del Rosario Espinoza Mexiko | Nina Solheim Norge        | Natália Falavigna Brasilien    |

### Herrar
| Gren                          | Guld                   | Silver                                         | Brons                        |
| Flugvikt -58 kg Detaljer...   | Guillermo Pérez Mexiko | Yulis Gabriel Mercedes Dominikanska republiken | Rohullah Nikpai Afghanistan  |
| Flugvikt -58 kg Detaljer...   | Guillermo Pérez Mexiko | Yulis Gabriel Mercedes Dominikanska republiken | Chu Mu-yen Kinesiska Taipei  |
| Fjädervikt -68 kg Detaljer... | Son Tae-jin Sydkorea   | Mark Lopez USA                                 | Servet Tazegül Turkiet       |
| Fjädervikt -68 kg Detaljer... | Son Tae-jin Sydkorea   | Mark Lopez USA                                 | Sung Yu-chi Kinesiska Taipei |
| Mellanvikt -80 kg Detaljer... | Hadi Saei Iran         | Mauro Sarmiento Italien                        | Zhu Guo Kina                 |
| Mellanvikt -80 kg Detaljer... | Hadi Saei Iran         | Mauro Sarmiento Italien                        | Steven Lopez USA             |
| Tungvikt +80 kg Detaljer...   | Cha Dong-min Sydkorea  | Alexandros Nikolaidis Grekland                 | Chika Chukwumerije Nigeria   |
| Tungvikt +80 kg Detaljer...   | Cha Dong-min Sydkorea  | Alexandros Nikolaidis Grekland                 | Arman Chilmanov Kazakstan    |

## Tennis
Se även Tennis vid olympiska sommarspelen 2008.
| Gren          | Guld                                   | Silver                                                    | Brons                       |
| ------------- | -------------------------------------- | --------------------------------------------------------- | --------------------------- |
| Damer singel  | Jelena Dementieva, Ryssland            | Dinara Safina, Ryssland                                   | Vera Zvonarjova, Ryssland   |
| Herrar singel | Rafael Nadal, Spanien                  | Fernando González, Chile                                  | Novak Đoković, Serbien      |
| Damer dubbel  | Serena Williams & Venus Williams, USA  | Anabel Medina Garrigues & Virginia Ruano Pascual, Spanien | Zheng Jie & Yan Zi, Kina    |
| Herrar dubbel | Roger Federer & Stan Wawrinka, Schweiz | Simon Aspelin & Thomas Johansson, Sverige                 | Bob Bryan & Mike Bryan, USA |

## Triathlon
Se även Triathlon vid olympiska sommarspelen 2008.
| Gren               | Guld                     | Silver                     | Brons                      |
| Damer Detaljer...  | Emma Snowsill Australien | Vanessa Fernandes Portugal | Emma Moffatt Australien    |
| Herrar Detaljer... | Jan Frodeno Tyskland     | Simon Whitfield Kanada     | Bevan Docherty Nya Zeeland |

## Tyngdlyftning
Se även Tyngdlyftning vid olympiska sommarspelen 2008.

### Damer
| Viktklass          | Guld                                      | Silver                       | Brons                          |
| 48 kg Detaljer...  | Chen Wei-ling Kinesiska Taipei            | Im Jyoung-hwa Sydkorea       | Pensiri Laosirikul Thailand    |
| 53 kg Detaljer...  | Prapawadee Jaroenrattanatarakoon Thailand | Yoon Jin-hee Sydkorea        | Raema Lisa Rumbewas Indonesien |
| 58 kg Detaljer...  | Chen Yanqing Kina                         | O Jong-ae Nordkorea          | Wandee Kameaim Thailand        |
| 63 kg Detaljer...  | Pak Hyon-suk Nordkorea                    | Lu Ying-chi Kinesiska Taipei | Christine Girard Kanada        |
| 69 kg Detaljer...  | Oksana Slivenko Ryssland                  | Leydi Solís Colombia         | Abeer Abdelrahman Egypten      |
| 75 kg Detaljer...  | Alla Vazjenina Kazakstan                  | Lidia Valentín Spanien       | Damaris Aguirre Mexiko         |
| +75 kg Detaljer... | Jang Mi-ran Sydkorea                      | Ele Opeloge Samoa            | Mariam Usman Nigeria           |

### Herrar
| Viktklass           | Guld                      | Silver                             | Brons                       |
| 56 kg Detaljer...   | Long Qingquan Kina        | Hoàng Anh Tuấn Vietnam             | Eko Yuli Irawan Indonesien  |
| 62 kg Detaljer...   | Zhang Xiangxiang Kina     | Diego Salazar Colombia             | Triyatno Indonesien         |
| 69 kg Detaljer...   | Liao Hui Kina             | Vencelas Dabaya Frankrike          | Yordanis Borrero Kuba       |
| 77 kg Detaljer...   | Sa Jae-hyouk Sydkorea     | Li Hongli Kina                     | Gevorg Davtyan Armenien     |
| 85 kg Detaljer...   | Lu Yong Kina              | Tigran Vardan Martirosjan Armenien | Jadier Valladares Kuba      |
| 94 kg Detaljer...   | Szymon Kołecki Polen      | Arsen Kasabiev Georgien            | Yoandry Hernández Kuba      |
| 105 kg Detaljer...  | Andrej Aramnau Belarus    | Dmitrij Klokov Ryssland            | Marcin Dołęga Polen         |
| +105 kg Detaljer... | Matthias Steiner Tyskland | Jevgenij Tjigisjev Ryssland        | Viktors Ščerbatihs Lettland |

Noteringar
1. ↑  Chen Xiexia från Kina vann ursprungligen guldet och Sibel Özkan från Turkiet silvret, de diskvalificerades dock för doping efter att proverna testats om 2016.[15][51]
2. ↑  Nastassia Novikava från Vitryssland tog bronsmedaljen men diskvalificerades 2016 efter att ha testats positivt för turinabol och stanozolol.[4]
3. ↑  Marina Sjajnova från Ryssland tog ursprungligen silvermedaljen men diskvalificerades för doping efter att ha testats positivt för stanozolol.[6]
4. ↑  Irina Nekrassova från Kazakstan tog ursprungligen silvermedaljen men diskvalificerades för doping efter att ha testats positivt för stanozolol och turinabol.[10]
5. ↑  Liu Chunhong från Kina vann ursprungligen guldet och Natalja Davydova från Ukraina bronset, de båda diskvalificerades dock för doping efter att proverna testats om 2016.[15][6]
6. ↑  Cao Lei från Kina vann ursprungligen guldet men diskvalificerades 2016 efter att hennes prover testats positivt för GHRP-2.[15] Nadezjda Jevstijuchina från Ryssland tog bronset men diskvalificerades 2016 efter att ha testats positivt för turinabol och EPO.[10]
7. ↑  Olha Korobka från Ukraina tog ursprungligen silver och Marija Grabovetskaja från Kazakstan tog brons men de diskvalificerades båda under 2016 efter att ha testats positivt för turinabol.[4][6]
8. ↑  Tigran Gevorg Martirosjan från Armenien tog bronsmedaljen men diskvalificerades 2016 efter att ha testats positivt för turinabol och stanozolol.[10]
9. ↑  Andrej Rybakou från Vitryssland tog ursprungligen silvermedaljen men diskvalificerades i oktober 2016 efter att ha testats positivt för stanozolol och turinabol.[4]
10. ↑  Ilja Iljin från Kazakstan vann ursprungligen guldet och Chadzjimurat Akkajev från Ryssland bronset, de båda diskvalificerades dock för doping efter att proverna testats om 2016.[6][52]
11. ↑  Dmitrij Lapikov från Ryssland tog bronsmedaljen men diskvalificerades 2016 efter att ha testats positivt för turinabol.[6]

Denna tabell: visa • redigera

## Vattenpolo
Se även Vattenpolo vid olympiska sommarspelen 2008.
Damer
| Medalj | Land          |
| ------ | ------------- |
| Guld   | Nederländerna |
| Silver | USA           |
| Brons  | Australien    |

Herrar
| Medalj | Land    |
| ------ | ------- |
| Guld   | Ungern  |
| Silver | USA     |
| Brons  | Serbien |

## Volleyboll
Se även Volleyboll vid olympiska sommarspelen 2008.
Volleyboll damer
| Medalj | Land      |
| ------ | --------- |
| Guld   | Brasilien |
| Silver | USA       |
| Brons  | Kina      |

Volleyboll herrar
| Medalj | Land      |
| ------ | --------- |
| Guld   | USA       |
| Silver | Brasilien |
| Brons  | Ryssland  |

Beachvolleyboll damer
| Medalj | Person                                   | Land |
| ------ | ---------------------------------------- | ---- |
| Guld   | Misty May-Treanor & Kerri Walsh Jennings | USA  |
| Silver | Tian Jia & Wang Jie                      | Kina |
| Brons  | Chen Xue & Zhang Xi                      | Kina |

Beachvolleyboll herrar
| Medalj | Person                               | Land      |
| ------ | ------------------------------------ | --------- |
| Guld   | Phil Dalhausser & Todd Rogers        | USA       |
| Silver | Márcio Araújo & Fábio Luiz Magalhães | Brasilien |
| Brons  | Ricardo Santos & Emanuel Rego        | Brasilien |